# Кілікевич Володимир Володимирович
Володимир Володимирович Кілікевич (нар. 30 листопада 1983, Маріуполь, УРСР) — український футболіст, нападник.

## Клубна кар'єра
Вихованець футбольних шкіл маріупольського «Іллічівця» та ДЮСШ-3 міста Маріуполя, кольори яких захищав у юніорських чемпіонатах України (ДЮФЛ). Дорослу футбольну кар'єру розпочав 12 серпня 2000 року в складі другої команди «Іллічівця», а 3 жовтня 2000 року дебютував і в першій команді клубу. В основному складі «Іллічівця» Кілікевич зіграв у тридцяти семи матчах і не зміг забити жодного м'яча, отож його перевели у другу команду «Іллічівця». У другій команді «Іллічівця» він зіграв у вісімдесят трьох матчах і забив шістнадцять м'ячів.
У 2007 році він підписав контракт з першоліговим клубом ПФК «Олександрія». Дебютував у футболці «професіоналів» 19 липня 2007 року в переможному (2:0) домашньому поєдинку 1-го туру проти столичного ЦСКА. Володимир вийшов на поле в стартовому складі, на 58-ій хвилині відзначився голом, а на 82-ій хвилині його замінив Артем Цимбал. У цьому клубі протягом одного року. За цей час у Першій лізі зіграв у шістнадцяти матчах і забив два м'ячі, Ще 1 поєдинок (1 гол) провів у кубку України. Пізніше його продали в фінський клуб «Оулун Палло», а пізніше перейшов у ще один фінський клуб ТП-47, але в середині 2009 року розірвав контракт і повернувся в Україну.
В Україні він підписав контракт з «Десною» й до вересня 2009 року, зігравграв в цілому у шести матчах та відзначився одним голом. Наприкінці 2009 року він перейшов у молдовський клуб «Іскра-Сталь» і зіграв там до завершення 2012 року і за цей час зіграв у сорока трьох матчах та забив дев'ятнадцять м'ячів.
На початку 2013 року на Кілікевич звернув увагу узбецький клуб — самаркандське «Динамо». У складі «Динамо» він відіграв половину сезону і за цей час зіграв у дванадцяти матчах чемпіонату, відзначившись у них двома голами. Наприкінці 2013 року він перейшов в ще один узбецький клуб «Бухара». У 2014 році підтримував форму в аматорському клубі «Слов'яни» (Сальськ), який виступав у чемпіонаті Ростовської області.
Навесні 2015 року досвідчений атакувальний півзахисник уклав контракт з клубом естонської Мейстерліги «Нарва-Транс». наприкінці вересня 2015 року, в кубковому матчі проти «Нимме Калью», Кілікевич відзначився ювілейним 50-м голом у зарубіжних командах.
З 1 січня 2016 року перебував у статусі вільного агента. У 2017 році виступа у клубі Колос-ОТГ (Асканія-Нова). На даний час є гравцем маріупольського «Яруда», який виступає в аматорському чемпіонаті України.

## Кар'єра в збірній
У молодіжну збірну України Володимир Кілікевич отримав запрошення в 2003 році, зігравши в її складі один товариський матч.

## Досягнення
«Іскра-Сталь»
- Кубок Молдови
  -  Володар (1): 2010/11

- Національний дивізіон Молдови
  -  Срібний призер (1): 2009/10